# مهرجان نساء العالم
مهرجان نساء العالم هو مهرجان سنوي للفنون والعلوم مقره في لندن. يحتفل المهرجان بإنجازات النساء والفتيات بالإضافة إلى النظر في العقبات التي يواجهنها في جميع أنحاء العالم. كحركة نسائية عالمية، يسعى المهرجان لإلهام أجيال جديدة من الشابات والفتيات.
تأسس المهرجان في عام 2010 على يد جود كيلي، وهو مخرج مسرحي ومدير فني سابق لمركز ساوث بانك في لندن. يُقام المهرجان في أوائل شهر مارس حول اليوم العالمي للمرأة . يرعى المهرجان المحاضرات والمناقشات والأداء حول مجموعة من المواضيع. يُقام المهرجان في مقره الرئيسي بمركز ساوث بانك، حيث تم تأسيسه. كما يُقام المهرجان في مواقع أخرى ولا سيما كامبريدج بإنجلترا، وهونج كونج، وإثيوبيا، وأستراليا، وأيسلندا، ونيويورك، ومصر.
أصبحت كاميلا دوقة كورنوال منذ 2015 رئيسة المهرجان. وبثّت شبكة بي بي سي في عام 2015 الكثير من محتواها.
تم إدراج مركز ساوث بانك ضمن قائمة التايمز لأكثر 50 مكانًا لتوظيف النساء. تم ترشيح مهرجان المرأة في العالم لجائزتين كجزء من جوائز الأعمال في مجال المساواة بين الجنسين في مكان العمل المجتمعي لعام 2016.

## فعاليات المؤتمر
يستمر المهرجان أسبوعًا في أماكن مختلفة حول العالم. ويتميز المهرجان بالعروض الموسيقية والمناقشات والخطب العامة وجلسات التوجيه وأكثر من ذلك. يُشار عادةً إلى المهرجان بـ WOW.
أقيم المهرجان الأول في المملكة المتحدة، لكنه يُقام الآن في العديد من المواقع الأخرى في جميع أنحاء العالم. ترتبط المهرجانات بأصولها في المناطق المحلية، ولكنها تنتشر الآن دوليًا في ظل الانفتاح العالمي. تتغذى المهرجانات على بعضها البعض، وتشارك القصص وتلهم بعضها البعض. كما تتشابك جميع المهرجانات، لكن يظل لكل واحد منها طبعها الخاص والفريد، إلا أنهم يشتركون جميعًا في نفس الاسم. تم نُظم مهرجان نساء العالم حتى الآن في ثلاث قارات. وبحلول عام 2018 ، كان من المقرر أن يتم الاحتفاء به في 53 دولة.
تأسست مؤسسة مهرجان نساء العالم في عام 2018 على يد كيلي كأول رئيسة لها.